# René del Risco
René del Risco Bermúdez (San Pedro de Macorís, 9 de mayo de 1937 - Santo Domingo, 20 de diciembre de 1972) fue un poeta, cuentista y publicista dominicano y uno de los escritores más emblemáticos de la generación del 60.

## padres e hijos de rene del risco bermudez
Nació en San Pedro de Macorís, dentro de una familia de larga tradición intelectual. Su abuelo fue Federico Bermúdez, el primer poeta social dominicano. Fue primo del publicista, locutor y presentador de televisión Yaqui Núñez del Risco, a quien introdujo al mundo de la publicidad.
A finales de los años 50 se trasladó a Santo Domingo, entonces Ciudad Trujillo, para estudiar derecho en su Universidad. Se vinculó a la lucha contra el trujillato, formando parte del Movimiento Revolucionario 14 de Junio. En 1960 fue apresado y deportado a Puerto Rico. Cuando regresó a la Isla, en 1962, se dedicó principalmente a la literatura. Durante la Guerra de abril de 1965 se integró al grupo de Artistas de Arte y Liberación, que se plantearon un trabajo de apoyo al movimiento constitucionalista. Pasada la Guerra se dedicó a la publicidad, fundando a principios de los años 70 la publicitaria RETHO. Su poemario "El viento frío" (1967) fue dura e injustamente criticado por la conciencia que tuvo en torno a la crisis del sujeto tras la Guerra de Abril. 
Con René del Risco Bermúdez la literatura dominicana se integró por completo al denominado "boom" de la literatura latinoamericana. Su interés por la escritura de cuentos y la poesía lo vinculó con agrupaciones culturales como "La Máscara", donde comenzó y se confirmó su vena literaria. Obtuvo mención en La Máscara de 1966 con "La oportunidad", tercer premio en 1967 con “La noche se pone grande, muy grande”, y primero en 1968 con "Ahora que vuelvo, Ton". Del Risco realizó una labor de articulista, a la vez que se relacionó con el quehacer radiofónico a través de programas como “Atardecer” en HI1J y el programa “Montecarlo” en HIJB.
Fue fundador junto a figuras como Marcio Veloz Maggiolo, Miguel Alfonseca y Ramón Francisco del grupo cultural “El Puño”. Algunos de sus escritos son "El viento frío" (poemas) y cuentos como "En el barrio no hay banderas" y "Ahora que vuelvo Ton”. Este último, fue adaptado para televisión por el cineasta Jimmy Sierra.
Falleció en Santo Domingo en un trágico accidente en la avenida «George Washington» (Malecón), a los 35 años de edad.
Dejó inédita la novela "El cumpleaños de Porfirio Chávez", donde trata las consecuencias del trujillato sobre la vida cotidiana en los años 40 de su Macorís natal. La obra fue publicada por Ediciones Cielonaranja, y fue considerada por el crítico Miguel D. Mena como "el eslabón perdido de la literatura dominicana", debido a la manera en que se adelantó en temas que luego serían tópicos en la literatura latinoamericana, como la figura del dictador y el sentido del bolero en la sociedad dominicana. Su hija Minerva del Risco también se ha dedicado exitosamente a la literatura.

## Obras
- 1967: El viento frío (poesía).
- 1974: En el barrio no hay banderas (Cuentos).
- 1981: Cuentos y poemas completos. Editora Taller, Santo Domingo.
- 1992-1996: Obra completa (tres tomos). Ediciones Cielonaranja, Santo Domingo
- 1997: El cumpleaños de Porfirio Chávez (novela). Ediciones Cielonaranja, Santo Domingo, .